# جغرافيا مايوت
مايوت، جزيرة من أصل بركاني في أقصى شمال قناة موزمبيق، حوالي نصف الطريق من شمال مدغشقر إلى شمال موزمبيق.مايوت جزء من جزر القمر،ومثلها هو نتيجة بقعة ساخنة سابقة، أقدم أرخبيل جزر القمر، تشكلت حوالي 7.7 مليون سنة. تبلغ مساحة جزيرة مايوت 374 كيلومترًا مربعًا، ويبلغ طول الشريط الساحلي 185.2 كم. مطالبها البحرية هي منطقة اقتصادية خالصة تبلغ 200 ميل بحري، والبحر الإقليمي 12 نانومتر.

## تضاريس
تضاريس الجزيرة متموجة، مع الوديان العميقة والقمم البركانية القديمة.أدنى نقطة هي المحيط الهندي، وأعلى نقطة هي بينارا، على ارتفاع 660 مترًا.باي دي بوين هو خليج كبير في الجنوب الغربي من الجزيرة. من الناحية الجيولوجية، تقع داخل الصفيحة الصومالية .

## مناخ
مناخ مايوت مناخ استوائي وبحري.بين نوفمبر ومايو، هناك موسم حار ورطب وممطر خلال الرياح الموسمية الشمالية الشرقية.في هذا الوقت من العام، تشكل الأعاصير خطرًا. بين مايو ونوفمبر، هناك موسم جاف أكثر برودة.

## روابط خارجية
أطلس ويكيميديا حول Mayotte